# Интерактивное обучение
Интеракти́вное обучение — обуче́ние, которое происходит при постоянном, активном взаимодействии всех участников учебного процесса. Это соучеба, взаимообучение (коллективное, групповое, обучение в сотрудничестве), где и ученик, и учитель являются равноправными субъектами учебного процесса, понимают, что они делают, рефлексируют по поводу того, что они знают, умеют осуществлять. Непосредственно сама организация интерактивного обучения предполагает моделирование разнообразных жизненных ситуаций, совместное решение проблем на основе анализа обстоятельств и соответствующей ситуации, использования ролевых игр.
Все интерактивные технологии делятся на четыре группы: фронтальные технологии, технологии коллективно-группового обучения, ситуативного обучения и обучения в дискуссии. Среди интерактивных методов широко используются такие как мозговой штурм, микрофон, круг идей, работа в малых группах, «займи позицию», пресметод, аквариум, путешествие ролевые игры и другие.
Семантическое значение слова интерактивное происходит от английского слова interact, где inter — взаимный, «act» — действовать. Следовательно интерактивный — это способность взаимодействовать в режиме беседы, диалога с компьютером или человеком.